# Ирума (уезд)
Ирума (яп. 入間郡 Ирума-гун) — уезд в Японии, расположенный в префектуре Сайтама региона Канто. Находится на острове Хонсю. Образован 17 марта 1879 года. Относился к исторической провинции Мусаси. Площадь составляет 89,79 км². По оценкам на 1 апреля 2017 года плотность населения составляет 967 человек/км².

## Население
По оценкам различных лет население составляло:
- 1995 год — 89024 человек[2]
- 2000 год — 89181 человек[2]
- 2005 год — 89528 человек[2]
- 2010 год — 90297 человек[2]
- 2015 год — 87447 человек[2]
- 2017 год — 86803 человек
- 2020 год — 84829 человек[2]

## Посёлки и сёла
В состав уезда входят следующие населённые пункты:
- Миёси
- Морояма
- Огосе

С 1 апреля 1956 года по 10 апреля 1972 в состав входил город Фудзими. C 30 сентября 1956 года по 1 ноября 1966 года в состав входил город Ирума. С 1 апреля 1896 года по 1 января 1954 года в состав входил город Ханно. C 1 апреля 1896 года по 1 сентября 1991 года в состав входил город Цуругасима. C 3 мая 1955 года по 26 октября 1970 года в состав входил город Сики. C 11 февраля 1955 года по 1 октября 1991 года в состав входил город Хидака.
Бывшие населённые пункты: Камифукуока, Ои, Микадзима, Куме.

## Климат
Климат влажный, субтропический
. Средняя температура 15°С. Самый теплый месяц — июль, с температурой воздуха 26°С, а самый холодный январь, с температурой воздуха 4°С. Среднее количество осадков составляет 1773 миллиметра в год. Самый влажный месяц — июнь с 283 миллиметрами дождя, а самый влажный январь — с 59 миллиметрами.
| Климатограмма уезда Ирума             | Климатограмма уезда Ирума | Климатограмма уезда Ирума | Климатограмма уезда Ирума | Климатограмма уезда Ирума | Климатограмма уезда Ирума | Климатограмма уезда Ирума | Климатограмма уезда Ирума | Климатограмма уезда Ирума | Климатограмма уезда Ирума | Климатограмма уезда Ирума | Климатограмма уезда Ирума |
| ------------------------------------- | ------------------------- | ------------------------- | ------------------------- | ------------------------- | ------------------------- | ------------------------- | ------------------------- | ------------------------- | ------------------------- | ------------------------- | ------------------------- |
| Я                                     | Ф                         | М                         | А                         | М                         | И                         | И                         | А                         | С                         | О                         | Н                         | Д                         |
| 59 8 −1                               | 127 12 1                  | 92 15 4                   | 174 23 7                  | 162 27 14                 | 283 29 16                 | 149 30 21                 | 94 31 20                  | 187 26 17                 | 267 21 12                 | 91 15 8                   | 87 11 2                   |
| Температура в °C • Сумма осадков в мм |                           |                           |                           |                           |                           |                           |                           |                           |                           |                           |                           |

## Экономика
В районе Камитоме посёлка Миёси начиная с периода Эдо производится выращивание сладкого картофеля по традиционной лесопольной системе земледелия. В районе успешно внедрены культуры ячменя и сидератов, а также проведено улучшение почвы поля с целью возобновления плодородия почвы. Сельское хозяйство также представлено в Ой-мура.
В XIX веке Ирума стал одним из районов, способствовавших увеличению в Японии производства тканей с узорами, которые были созданы путем сочетания окрашенной пряжи. Если в 1850-х годах использовалась пряжа, изготовленная вручную в соседнем районе, то в 1860-х годах по инициативе местных купцов начала использоваться импортная пряжа, которую доставляли из Токио. В 1870-х годах производство хлопчатобумажной ткани в полоску в Ируме существенно зависело от ткачей, бывших частью крестьянского хозяйства. Этот аспект влиял на непрерывность производства и в 1880-х годах произошло преобразование производственного процесса. Купцы Ирумы начали самостоятельно закупать пряжу и организовывать процессы окрашивания и деформации пряжи с учётом предпочтений на рынке тканей, после чего отдавали готовую пряжу ткачам.

## Образование и наука
В посёлке Морояма расположены частные университеты Saitama Medical University, Nihon Institute of Medical Science.